# Collegio di North East Hertfordshire
North East Hertfordshire è un collegio elettorale situato nell'Hertfordshire, nell'Est dell'Inghilterra, e rappresentato alla Camera dei comuni del Parlamento del Regno Unito. Elegge un membro del parlamento con il sistema first-past-the-post, ossia maggioritario a turno unico; l'attuale parlamentare è Chris Hinchliff, eletto con il Partito Laburista nel 2024 ma sospeso dal partito nel luglio 2025 per non aver rispettato la disciplina di partito. Siede ora come Indipendente.

## Estensione
- 1997-2010: i ward del distretto di North Hertfordshire di Arbury, Baldock, Grange, Letchworth East, Letchworth South East, Letchworth South West, Newsells, Royston East, Royston West, Sandon, Weston e Wilbury, e i ward del distretto di East Hertfordshire di Braughing, Buntingford, Cottered, Little Hadham, Munden, Standon St Mary, Stapleford, Tewin, Thundridge e Watton-at-Stone.
- dal 2010: i ward del distretto di North Hertfordshire di Arbury, Baldock East, Baldock Town, Ermine, Letchworth East, Letchworth Grange, Letchworth South East, Letchworth South West, Letchworth Wilbury, Royston Heath, Royston Meridian, Royston Palace e Weston and Sandon, e i ward del distretto di East Hertfordshire di Braughing, Buntingford, Hertford Rural North, Hertford Rural South, Little Hadham, Mundens and Cottered, Puckeridge, Thundridge and Standon, Walkern e Watton-at-Stone.

## Membri del parlamento
| Elezione | Elezione | Deputato        | Partito      |
| -------- | -------- | --------------- | ------------ |
|          | 1997     | Oliver Heald    | Conservatore |
|          | 2024     | Chris Hinchliff | Laburista    |
|          | 2025     | Chris Hinchliff | Indipendente |

## Elezioni

### Elezioni negli anni 2020
| Partito                    | Partito                                           | Candidato                  | Risultati 4 luglio 2024 | Risultati 4 luglio 2024 |
| Partito                    | Partito                                           | Candidato                  | Voti                    | %                       |
| -------------------------- | ------------------------------------------------- | -------------------------- | ----------------------- | ----------------------- |
|                            | Laburista                                         | Chris Hinchliff            | 18 358                  | 34,95                   |
|                            | Conservatore                                      | Nikki da Costa             | 16 435                  | 31,29                   |
|                            | Reform UK                                         | Steven Adelantado          | 8 462                   | 16,11                   |
|                            | Lib Dem                                           | Ruth Brown                 | 5 463                   | 10,40                   |
|                            | Verdi                                             | Vicky Burt                 | 3 802                   | 7,24                    |
|                            |                                                   |                            |                         |                         |
| Iscritti                   | Iscritti                                          | Iscritti                   | 77 090                  | 100,00                  |
| ↳ Votanti (% su iscritti)  | ↳ Votanti (% su iscritti)                         | ↳ Votanti (% su iscritti)  | 52 520                  | 68,13                   |
| ↳ Astenuti (% su iscritti) | ↳ Astenuti (% su iscritti)                        | ↳ Astenuti (% su iscritti) | 24 570                  | 31,87                   |
|                            |                                                   |                            |                         |                         |
|                            | Esito: collegio passa da Conservatore a Laburista |                            |                         |                         |

### Elezioni negli anni 2010
| Partito                    | Partito                                   | Candidato                  | Risultati 12 dicembre 2019 | Risultati 12 dicembre 2019 |
| Partito                    | Partito                                   | Candidato                  | Voti                       | %                          |
| -------------------------- | ----------------------------------------- | -------------------------- | -------------------------- | -------------------------- |
|                            | Conservatore                              | Oliver Heald               | 31 293                     | 56,56                      |
|                            | Laburista                                 | Kelley Green               | 13 104                     | 23,68                      |
|                            | Lib Dem                                   | Amy Finch                  | 8 563                      | 15,48                      |
|                            | Verdi                                     | Tim Lee                    | 2 367                      | 4,28                       |
|                            |                                           |                            |                            |                            |
| Iscritti                   | Iscritti                                  | Iscritti                   | 76 123                     | 100,00                     |
| ↳ Votanti (% su iscritti)  | ↳ Votanti (% su iscritti)                 | ↳ Votanti (% su iscritti)  | 55 327                     | 72,68                      |
| ↳ Astenuti (% su iscritti) | ↳ Astenuti (% su iscritti)                | ↳ Astenuti (% su iscritti) | 20 796                     | 27,32                      |
|                            |                                           |                            |                            |                            |
|                            | Esito: collegio confermato a Conservatore |                            |                            |                            |

| Partito                    | Partito                                   | Candidato                  | Risultati 8 giugno 2017 | Risultati 8 giugno 2017 |
| Partito                    | Partito                                   | Candidato                  | Voti                    | %                       |
| -------------------------- | ----------------------------------------- | -------------------------- | ----------------------- | ----------------------- |
|                            | Conservatore                              | Oliver Heald               | 32 587                  | 58,63                   |
|                            | Laburista                                 | Doug Swanney               | 15 752                  | 28,34                   |
|                            | Lib Dem                                   | Nicky Shepard              | 4 276                   | 7,69                    |
|                            | Verdi                                     | Tim Lee                    | 2 965                   | 5,33                    |
|                            |                                           |                            |                         |                         |
| Iscritti                   | Iscritti                                  | Iscritti                   | 75 972                  | 100,00                  |
| ↳ Votanti (% su iscritti)  | ↳ Votanti (% su iscritti)                 | ↳ Votanti (% su iscritti)  | 55 764                  | 73,40                   |
| ↳ Astenuti (% su iscritti) | ↳ Astenuti (% su iscritti)                | ↳ Astenuti (% su iscritti) | 20 208                  | 26,60                   |
|                            |                                           |                            |                         |                         |
|                            | Esito: collegio confermato a Conservatore |                            |                         |                         |

| Partito                    | Partito                                   | Candidato                  | Risultati 7 maggio 2015 | Risultati 7 maggio 2015 |
| Partito                    | Partito                                   | Candidato                  | Voti                    | %                       |
| -------------------------- | ----------------------------------------- | -------------------------- | ----------------------- | ----------------------- |
|                            | Conservatore                              | Oliver Heald               | 28 949                  | 55,37                   |
|                            | Laburista                                 | Chris York                 | 9 869                   | 18,87                   |
|                            | UKIP                                      | William Compton            | 6 728                   | 12,87                   |
|                            | Lib Dem                                   | Joe Jordan                 | 3 952                   | 7,56                    |
|                            | Verdi                                     | Mario May                  | 2 789                   | 5,33                    |
|                            |                                           |                            |                         |                         |
| Iscritti                   | Iscritti                                  | Iscritti                   | 74 257                  | 100,00                  |
| ↳ Votanti (% su iscritti)  | ↳ Votanti (% su iscritti)                 | ↳ Votanti (% su iscritti)  | 52 500                  | 70,70                   |
| ↳ Astenuti (% su iscritti) | ↳ Astenuti (% su iscritti)                | ↳ Astenuti (% su iscritti) | 21 757                  | 29,30                   |
|                            |                                           |                            |                         |                         |
|                            | Esito: collegio confermato a Conservatore |                            |                         |                         |

| Partito                    | Partito                                   | Candidato                  | Risultati 6 maggio 2010 | Risultati 6 maggio 2010 |
| Partito                    | Partito                                   | Candidato                  | Voti                    | %                       |
| -------------------------- | ----------------------------------------- | -------------------------- | ----------------------- | ----------------------- |
|                            | Conservatore                              | Oliver Heald               | 26 995                  | 53,53                   |
|                            | Lib Dem                                   | Hugh Annand                | 11 801                  | 23,40                   |
|                            | Laburista                                 | David Kirkman              | 8 291                   | 16,44                   |
|                            | UKIP                                      | Adrianne Smyth             | 2 075                   | 4,12                    |
|                            | Verdi                                     | Rosemary Bland             | 875                     | 1,74                    |
|                            | Indipendente                              | Richard Campbell           | 209                     | 0,41                    |
|                            | Your Right To Democracy Party Limited     | David Ralph                | 143                     | 0,28                    |
|                            | Indipendente                              | Philip Reichardt           | 36                      | 0,07                    |
|                            |                                           |                            |                         |                         |
| Iscritti                   | Iscritti                                  | Iscritti                   | 72 242                  | 100,00                  |
| ↳ Votanti (% su iscritti)  | ↳ Votanti (% su iscritti)                 | ↳ Votanti (% su iscritti)  | 50 425                  | 69,80                   |
| ↳ Astenuti (% su iscritti) | ↳ Astenuti (% su iscritti)                | ↳ Astenuti (% su iscritti) | 21 817                  | 30,20                   |
|                            |                                           |                            |                         |                         |
|                            | Esito: collegio confermato a Conservatore |                            |                         |                         |

### Elezioni negli anni 2000
| Partito                    | Partito                                   | Candidato                  | Risultati 5 maggio 2005 | Risultati 5 maggio 2005 |
| Partito                    | Partito                                   | Candidato                  | Voti                    | %                       |
| -------------------------- | ----------------------------------------- | -------------------------- | ----------------------- | ----------------------- |
|                            | Conservatore                              | Oliver Heald               | 22 402                  | 47,29                   |
|                            | Laburista                                 | Andy Harrop                | 13 264                  | 28,00                   |
|                            | Lib Dem                                   | Iain Coleman               | 10 147                  | 21,42                   |
|                            | UKIP                                      | David Hitchman             | 1 561                   | 3,30                    |
|                            |                                           |                            |                         |                         |
| Iscritti                   | Iscritti                                  | Iscritti                   | 72 216                  | 100,00                  |
| ↳ Votanti (% su iscritti)  | ↳ Votanti (% su iscritti)                 | ↳ Votanti (% su iscritti)  | 47 374                  | 65,60                   |
| ↳ Astenuti (% su iscritti) | ↳ Astenuti (% su iscritti)                | ↳ Astenuti (% su iscritti) | 24 842                  | 34,40                   |
|                            |                                           |                            |                         |                         |
|                            | Esito: collegio confermato a Conservatore |                            |                         |                         |

| Partito                    | Partito                                   | Candidato                  | Risultati 7 giugno 2001 | Risultati 7 giugno 2001 |
| Partito                    | Partito                                   | Candidato                  | Voti                    | %                       |
| -------------------------- | ----------------------------------------- | -------------------------- | ----------------------- | ----------------------- |
|                            | Conservatore                              | Oliver Heald               | 19 695                  | 44,11                   |
|                            | Laburista                                 | Ivan Gibbons               | 16 251                  | 36,40                   |
|                            | Lib Dem                                   | Alison Kingman             | 7 686                   | 17,22                   |
|                            | UKIP                                      | Malcolm Virgo              | 1 013                   | 2,27                    |
|                            |                                           |                            |                         |                         |
| Iscritti                   | Iscritti                                  | Iscritti                   | 68 684                  | 100,00                  |
| ↳ Votanti (% su iscritti)  | ↳ Votanti (% su iscritti)                 | ↳ Votanti (% su iscritti)  | 44 645                  | 65,00                   |
| ↳ Astenuti (% su iscritti) | ↳ Astenuti (% su iscritti)                | ↳ Astenuti (% su iscritti) | 24 039                  | 35,00                   |
|                            |                                           |                            |                         |                         |
|                            | Esito: collegio confermato a Conservatore |                            |                         |                         |

## Risultati dei referendum

### Referendum sulla permanenza del Regno Unito nell'Unione europea del 2016
|             | Collegio                 | Lasciare UE % | Rimanere in UE % |
| ----------- | ------------------------ | ------------- | ---------------- |
|             | North East Hertfordshire | 51,3%         | 48,7%            |
| Inghilterra | 53,3%                    | 46,7%         |                  |
| Regno Unito | 51,9%                    | 48,1%         |                  |